# Castillo de Glanegg
El castillo de Glanegg es un castillo en ruinas situado en Carintia, Austria.

## Historia
El castillo data de 1121. El primer dueño de la propiedad fue Enrique III, duque de Carintia. Enrique murió en 1122, después de esto, el castillo fue heredado por su sobrino Bernhard von Marburg y después por Otakar III. Su hijo, Ottokar IV, finalmente lo cedió a Leopoldo V en 1192. Entre 1473 y 1478 estuvo bajo amenaza por parte de los turcos, pero no fue conquistado. Fue adquirido por Fernando I en 1534, sin embargo, fue vendido y posteriormente comprado por Ulrich von Ernau.
Cuenta con una arquitectura renacentista.